# Familiebedrijf
Een familiebedrijf of familiaal bedrijf is een bedrijf dat in aanzienlijke mate wordt beheerd door een familie. Volgens de Europese definitie van familiebedrijven gehanteerd door het CBS is een onderneming, ongeacht grootte, een familiebedrijf, als:
- De meerderheid van de besluitvormingsrechten in het bezit is van de natuurlijke perso(o)n(en) die de onderneming opgericht heeft, of in het bezit is van de natuurlijke perso(o)n(en) die het aandelenkapitaal van de onderneming verworven heeft, of in het bezit is van hun echtgenoten, ouders, kinderen of directe erfgenamen van kinderen.
- De meerderheid van de besluitvormingsrechten zijn indirect of direct.
- Ten minste één vertegenwoordiger van de familie of verwanten is formeel betrokken bij het bestuur van de onderneming.

Beursgenoteerde ondernemingen voldoen aan de definitie van familiebedrijf als de persoon die de onderneming opgericht  of verworven heeft (aandelenkapitaal) of hun familieleden of afstammelingen 25 procent van de beslissingsbevoegdheid bezitten. De definitie omvat ook eerste generatie familiebedrijven die nog niet aan een volgende generatie zijn overgedragen.
In Nederland zijn 271.790 familiebedrijven. Dat is 70 procent van alle bedrijven met meer dan één werkzame persoon. In de industrie is 70 procent een familiebedrijf; in de horeca 81 procent en in de landbouw zelfs 92 procent.

## Kenmerken
Uit onderzoek door Nyenrode komen een aantal eigenschappen van het familiebedrijf naar voren, waarvan de belangrijkste zijn:
- Paternalisme, wat inhoudt dat er een wederzijdse betrokkenheid bestaat tussen bedrijf en medewerkers. Wel zijn er in een familiebedrijf vaste gewoontes en tradities aan te treffen waar de medewerkers zich aan moeten conformeren. In de negatieve zin kan paternalisme ook tot bemoeizucht leiden.
- Het ondernemerschap is vaak erg creatief en innovatief. Vernieuwingen kunnen snel worden doorgevoerd en familiebedrijven hebben de neiging zich voortreffelijk aan veranderende omstandigheden aan te kunnen passen.[bron?]

## Evolutie van familiebedrijven
Sommige familiebedrijven zijn al oud en blijven zich tot een niche-markt beperken. Een voorbeeld van een dergelijk bedrijf is Koninklijke Peijnenburg B.V.. Andere bedrijven zijn innovatief en groeien snel, bijvoorbeeld het fietsenbedrijf van Eddy Merckx. Een (te) snel groeiend familiebedrijf kan in moeilijkheden geraken, al dan niet door overschatting van hun kunnen. Voorbeelden hiervan zijn Baan en Lernout & Hauspie.
Een zeer groot en internationaal opererend familiebedrijf is Heineken. Ook Philips heeft lange tijd het karakter van een familiebedrijf gehad. Vele grote bedrijven zijn oorspronkelijk familiebedrijven of ontstonden door fusies van vele dergelijke bedrijven, bijvoorbeeld IJsboerke of AkzoNobel.
Uiteindelijk zijn er nog familiebedrijven die zeer snel groeien, mede door overnames. De VDL Groep is een dergelijk bedrijf.
Familiebedrijven blijken beter dan gemiddeld bestand tegen slechtere economische tijden en andere negatieve invloeden van buitenaf doordat ze vaak gefinancierd zijn met veel eigen kapitaal en de familie bereid is om ver te gaan om de onderneming in stand te houden, mocht dit nodig zijn. Soms echter heeft een bedrijf kapitaal nodig of wil de eigenaar het verkopen. Het familiebedrijf verliest dan zijn zelfstandigheid en wordt opgenomen in een concern. Het gebeurt meer dan eens dat de activiteiten van het bedrijf na enige tijd worden overgeheveld naar een andere vestiging van dit concern. Verkoop kan ook plaatsvinden als er geen geschikte opvolger is.
Het min of meer erfelijk leiderschap heeft als nadeel dat het gevaar bestaat dat minder bekwame mensen aan het bewind komen. In de 19e eeuw kwam het herhaaldelijk voor dat verwende fabrikantenzoontjes de moeizaam opgebouwde zaak te gronde richtten.

## Oude familiebedrijven
Familiebedrijven ontstaan vaak uit ambachtelijke bedrijven.
Uit onderzoek van Nyenrode Business Universiteit en Baker Tilly Berk blijkt dat onderstaande familiebedrijven tot de oudste familiebedrijven van Nederland behoren:
1. 1652: Knaapen Groep te Son
2. 1662: Handelshuis Van Eeghen Groep te Amsterdam
3. 1662: Hotel Wesseling te Dwingeloo
4. 1667: MHB te Herveld
5. 1674: Aalberts Bouw te Loosdrecht
6. 1680: Bavaria Brouwerij te Lieshout
7. 1688: Silvera International te Almere
8. 1691: Nolet Jeneverstokerij-Distilleerderij te Schiedam
9. 1695: Drankenfabrikant Koninklijke De Kuyper te Schiedam
10. 1698: Aannemers- en timmerbedrijf Roozemond te Stavenisse
11. 1700: Vergeest Metaalbewerking te Druten

Bekende oude familiebedrijven in Vlaanderen zijn:
- Jules Destrooper
- Massive, gestart als smid in Wommelgem

Het oudste familiebedrijf ter wereld is momenteel Hoshi Ryokan, een hotel uit 717 in de Japanse stad Komatsu. Tot 2006 was de Japanse tempelbouwer Kongō Gumi, dat in 578 ontstond door toedoen van prins Shotoku Taishi, het oudste familiebedrijf ter wereld. Dit bedrijf ging na 1428 jaar echter failliet en werd overgenomen door Takamatsu Corporation, waarvan het sindsdien een dochteronderneming is.

## Varia
Sinds 2013 publiceert Elsevier Weekblad jaarlijks de EW 200 of Top 200 Familiebedrijven, waarin familiebedrijven zijn gerangschikt naar omzet, maar die ook informatie geeft over winst en oprichtingsjaar.